# Belgiens herrlandslag i rugby union
Belgiens herrlandslag i rugby union representerar Belgien i rugby union på herrsidan.

## Historik
Laget spelade sin första match 1930 i Haag, vann då med 6-0 mot Nederländerna även om belgarna själva inte räknar matchen som officiell., och i stället räknar från matchen den 13 mars 1932 i Amsterdam, och då man spelade 6-6 mot Nederländerna.

### Fotnoter
1. ↑  ”Rugby International”. http://www.rugbyinternational.net/countries/netherlands.htm. Läst 26 augusti 2011.
2. ↑  ”Rugby International”. http://www.rugbyinternational.net/countries/belgium.htm. Läst 26 augusti 2011.